# Nancy Loomis
Nancy Louise Loomis (Falls Church, Virginia, 19 de diciembre de 1949) es una actriz estadounidense. En varias películas aparece acreditada como Nancy Kyes.

## Biografía
Asistió a la secundaria en Riverside, California, y a la Universidad Northwestern en Evanston, Illinois. Su papel más conocido es el de Annie Brackett en Halloween (1978) como la amiga promiscua de Laurie Strode. También participó en Assault on Precinct 13 (1976) como Julie. Apareció en la secuela de Halloween, Halloween II (1981), pero solo como cadáver. Después fue desapareciendo del mundo del cine. Interpretó el papel de Sandy Fadel en The Fog (1980), de John Carpenter. Interpretó a Linda Challis en Halloween III: Season of the Witch (1982). Su última aparición conocida fue en un episodio de la serie de televisión The Twilight Zone (1985) y en el telefilme Lady Boss (1992). Actualmente, trabaja como escultora en Los Ángeles. Se casó con el director y guionista Tommy Lee Wallace en 1982, pero actualmente están divorciados.

## Filmografía
- Lady Boss (1992) .... Doctora
- The Twilight Zone .... Ama de casa desaliñada (segmento "Little Boy Lost") (Episodio: "Little Boy Lost/Wish Bank/Nightcrawlers", 1985)
- Not in Front of the Children (1982) .... Reportera
- Halloween III: Season of the Witch (1982) .... Linda Challis
- Halloween II (1981) .... Annie Brackett
- The Fog (1980) .... Sandy Fadel
- Halloween (1978) .... Annie Brackett
- The Sea Gypsies (1978) .... Novia
- Assault on Precinct 13 (1976) .... Julie

- Datos: Q201570